# Nin (ékírás)

A NIN egy késői változata

A sumer NIN (akkád EREŠ) szó és az ékírásban a szójel jelentése hölgy, úrnő. A DINGIR-rel kiegészítve (DNIN; 𒀭𒊩) Isteni hölgy, vagyis istennő. A NUN párja.
Az ékírásban használatos jel sokat változott az írás használatának évezredei alatt. Hammurapi törvényoszlopa feliratain a MUNUS.TÛG ligatúrával írták (𒊩𒌆), de ehelyett a MUNUS.KA (𒊩𒅗) is használatos volt az asszíroknál. A MUNUS.KU (NIN9) összetétellel írták (𒊩𒆪) a leánytestvér szót.
Beszélő istennevek sokasága ismert a NIN-taggal. Elsősorban DNIN.ḪUR.SAG, a Völgy Úrnője vagy Hegyi Hölgy (a ḪUR.SAG összetétel hegyet, völgyet és síkságot is jelenthet), valamint DNIN.GAL, a Nagy Hölgy. A NIN akkád változatát, az EREŠ-t hordozza DEREŠ.KI.GAL neve. A név jelentése: „Nagy Föld Úrnője”, illetve ebben az összetételben az „Alvilág Úrnője” pontosabb fordítás.
A Gilgames-eposzban DNIN.SÚN a főhős, Gilgames anyjaként jelenik meg. Érdekesség DNIN.UR.TA esete, aki férfiistenség létére viseli nevében a NIN-t.
A hettiták nagy anyaistennője, Hannahannah írásban így nézett ki: DNIN.TU.